# Tritonal

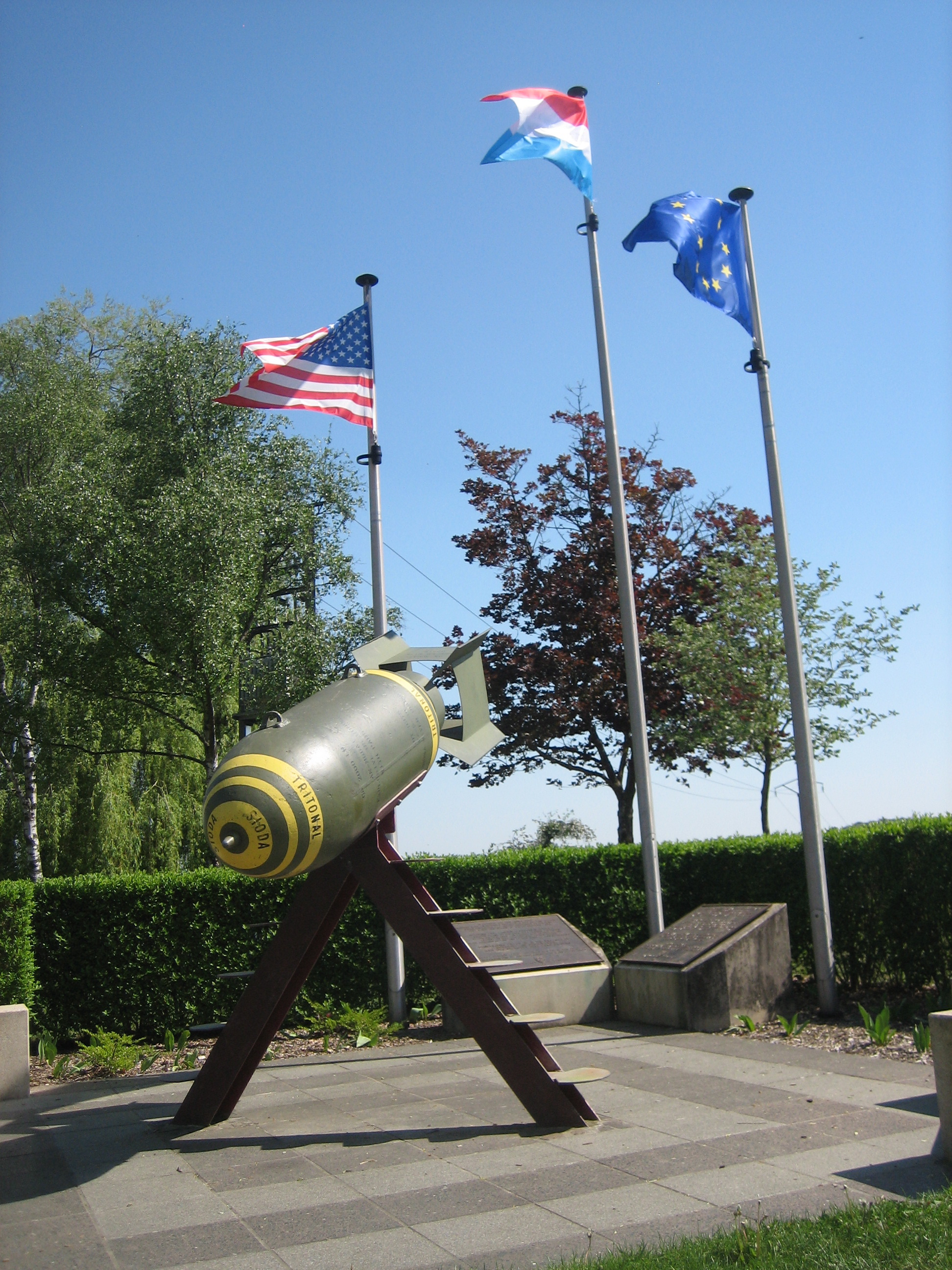
Bomba lotnicza z tritonalem

Tritonal – kruszący materiał wybuchowy. Mieszanina 80% trotylu i 20% sproszkowanego aluminium.